# Rozkixne
Rozkixne (en (ucraïnès): Розкішне, en rus: Роскошное, Roskóixnoie) és un poble de la República Autònoma de Crimea a Ucraïna, que el 2014 tenia 559 habitants. Pertany al districte rural de Djankoi. Fins al 1948 la vila es deia Seït-Bulat Novi.